# Sherlock Holmes en el siglo XXII
Sherlock Holmes en el siglo XXII es una serie de televisión animada, en la cual Sherlock Holmes vuelve de nuevo a la vida en el siglo XXII. La serie es una coproducción de DIC y televisión escocesa y fue nominada a un Daytime Emmy por programa de animación clásica especial.

## Descripción
El concepto de la serie fue creado por Sandy Ross, una ejecutiva de la televisión escocesa, que se le ocurrió la idea mientras esquiaba en Aspen en 1996. DIC y televisión escocesa ya habían trabajado juntos previamente para crear otras series y esto continuó la tendencia. Se suscitaron algunas cuestiones sobre la selección de palabras, pero se utilizaron la acción alternativa y el diálogo para superar estos problemas.[cita requerida]

## Historia
Ambientada en el siglo XXII en Nueva Londres, la inspectora Beth Lestrade  de Scotland Yard está persiguiendo al genetista Martin Fenwick, cuando se da cuenta de que su compañero no es otro que la mente maestra criminal del siglo XIX, el profesor Moriarty. El biólogo Sir Evan Hargreaves acaba de inventar el rejuvenecimiento celular. Beth sabe que Holmes sobrevivió y vivió hasta una edad muy avanzada, y además sabe que su cuerpo se conserva en un ataúd en miel en el sótano de New Scotland Yard. Se lleva el cuerpo del sótano y lo entrega a Sir Evan. A continuación, el biólogo utiliza su técnica de rejuvenecimiento celular para devolverle la vida y la juventud al cuerpo de Holmes, de modo que el detective pueda combatir a Moriarty.
Como descendiente del original inspector Lestrade, Beth ha heredado las notas de Dr. Watson. Cuando su robot androide de aplicación de la ley, o compudroide (a quien ella llama Watson) los escanea para obtener información acerca de Holmes, termina emulando la personalidad del doctor. Holmes recupera sus habitaciones en Baker Street. El robot de Lestrade asume el nombre, la cara, la voz y los gestos de Dr. Watson para ayudar a Holmes en sus dos funciones para resolver el crimen y su asimilación difícil de Inglaterra en el siglo XXII.
Durante la serie, Holmes y Watson a menudo trabajan en colaboración para New Scotland Yard, con Lestrade Beth como su oficial de supervisión y el Superintendente Greyson como el de ella, pero también trabajan para los ciudadanos privados. A menudo son asistidos por los nuevos Irregulares de Baker Street: Wiggins, Eliza Doolittleish Deidre, y Tennyson, que se comunica a través de sonidos electrónicos. Los villanos principales son Moriarty y su secuaz Fenwick, pero solo aparecen en aproximadamente la mitad de los episodios.
Cada episodio está inspirado en una de las obras literarias de Arthur Conan Doyle. Muchos episodios son reescrituras directas de las historias originales – tales como "La casa vacía", "Las escalas de la justicia", "Las cinco semillas de naranja lima", "La liga de los pelirrojos", y "El pulgar del ingeniero" – mientras que otros son drásticamente diferentes de las historias en las que se supone que se basan.
En lo referente a la visual, la serie es una mezcla de 2-D tradicional y animación 3-D CGI.

## Reparto (doblaje Estados Unidos)
- Michael Dobson - Voces Adicionales (26 episodios, 1999-2001)
- Jason Gray-Stanford - Sherlock Holmes (17 episodios, 1999-2000)
- John Payne - Dr. John Watson (17 episodios, 1999-2000)
- Akiko Morison - Inspector Lestrade Bet (17 episodios, 1999-2000)
- William Samples - voz del inspector jefe. Carlos Greyson
- Richard Newman - voz del profesor James Moriarty

### Primera temporada (1999-2000)
| Número de episodio | Número de producción | Fecha de emisión en EE.UU | Título del episodio (español europeo)      | Nombre de la historia en la cual se basa el episodio |
| ------------------ | -------------------- | ------------------------- | ------------------------------------------ | ---------------------------------------------------- |
| 1                  | 101                  | 18 de septiembre de 1999  | "La Caída y el Ascenso de Sherlock Holmes" | "El problema final"                                  |
| 2                  | 102                  | 25 de septiembre de 1999  | "La Máquina del Crimen"                    | "El valle del terror"                                |
| 3                  | 103                  | 2 de octubre de 1999      | "El sabueso de los Baskerville"            | "El sabueso de los Baskerville"                      |
| 4                  | 108                  | 9 de octubre de 1999      | "La Casa Deshabitada"                      | "La casa deshabitada"                                |
| 5                  | 122                  | 16 de octubre de 1999     | "El Jorobado"                              | "La aventura del jorobado"                           |
| 6                  | 120                  | 23 de octubre de 1999     | "El detective Moribundo"                   | "El detective moribundo"                             |
| 7                  | 111                  | 30 de octubre de 1999     | "La Aventura del Vampiro de Sussex"        | "La aventura del vampiro de Sussex"                  |
| 8                  | 105                  | 6 de noviembre de 1999    | "Las Escalas de la justicia"               | "La banda de lunares"                                |
| 9                  | 104                  | 13 de noviembre de 1999   | "El Paciente Interno"                      | "El paciente interno"                                |
| 10                 | 121                  | 20 de noviembre de 1999   | "El Signo de los Cuatro"                   | "El signo de los cuatro"                             |
| 11                 | 114                  | 27 de noviembre de 1999   | "Los bailarines"                           | "Los bailarines"                                     |
| 12                 | 125                  | 4 de diciembre de 1999    | "El ritual de los Musgrave"                | "El ritual de los Musgrave"                          |
| 13                 | 112                  | 11 de diciembre de 1999   | "El Carbunclo Azul"                        | "El carbunclo azul"                                  |
| 14                 | 119                  | 31 de enero de 2000       | "Estrella de Plata"                        | "Estrella de plata"                                  |
| 15                 | 106                  | 7 de febrero de 2000      | "Las Cinco Semillas de Naranja"            | "Las cinco semillas de naranja"                      |
| 16                 | 113                  | 14 de febrero de 2000     | "La Liga de los Pelirrojos"                | "La liga de los pelirrojos"                          |
| 17                 | 118                  | 21 de febrero de 2000     | "El Hombre del Labio Torcido"              | "El hombre del labio torcido"                        |

### Segunda temporada (2001)
| Número de episodio | Número de producción | Fecha de emisión en EE.UU | Título del episodio                         | Nombre de la historia en la cual se basa el episodio |
| ------------------ | -------------------- | ------------------------- | ------------------------------------------- | ---------------------------------------------------- |
| 18                 | 109                  | 31 de marzo de 2001       | "La Caja Fuerte Secreta"                    | "Su último saludo en el escenario"                   |
| 19                 | 115                  | 21 de abril de 2001       | "La Aventura de la Segunda mancha"          | "La segunda mancha"                                  |
| 20                 | 117                  | 28 de abril de 2001       | "La Aventura del Dedo Pulgar del Ingeniero" | "El dedo pulgar del ingeniero"                       |
| 21                 | 123                  | 12 de mayo de 2001        | "La Gloria Scott"                           | "La corbeta "Gloria Scott""                          |
| 22                 | 124                  | 19 de mayo de 2001        | "La Aventura de los Seis Napoleones"        | "Los seis Napoleones"                                |
| 23                 | 126                  | 26 de mayo de 2001        | "La Aventura del hombre que reptaba"        | "El hombre que trepaba"                              |
| 24                 | 107                  | 23 de junio de 2001       | "La Aventura del Tablero de Berilo"         | "La diadema de berilos"                              |
| 25                 | 110                  | 30 de junio de 2001       | "La Aventura del Chip del Mazarino"         | "La piedra de Mazarino"                              |
| 26                 | 116                  | 21 de julio de 2001       | "Un caso de Identidad"                      | "Un caso de identidad"                               |

## Lanzamiento en DVD
El 21 de febrero de 2012, Mill Creek Entertainment lanzó Sherlock Holmes en el siglo 22 - La serie completa en DVD en la región 1.